# Leeuwarden
Leeuwarden (fryz. Ljouwert) – miasto w północnej Holandii, w pobliżu wybrzeża Morza Północnego. Jest ośrodkiem administracyjnym prowincji Fryzja. W grudniu 2022 liczyło 127 161 mieszkańców. W mieście znajduje się stacja kolejowa Leeuwarden.
Do 2009 w miejskiej bibliotece znajdowała się rzadko spotykana kolekcja pornografii pochodząca głównie z lat 60. i 70, kolekcja zaginęła w nieznanych okolicznościach.
W Leeuwarden corocznie od 2002 jest organizowana impreza Domino Day.
7 sierpnia 1876 roku urodziła się tu znana tancerka i szpieg - Mata Hari.
W 2018 miasto było Europejską Stolicą Kultury.

## Galeria

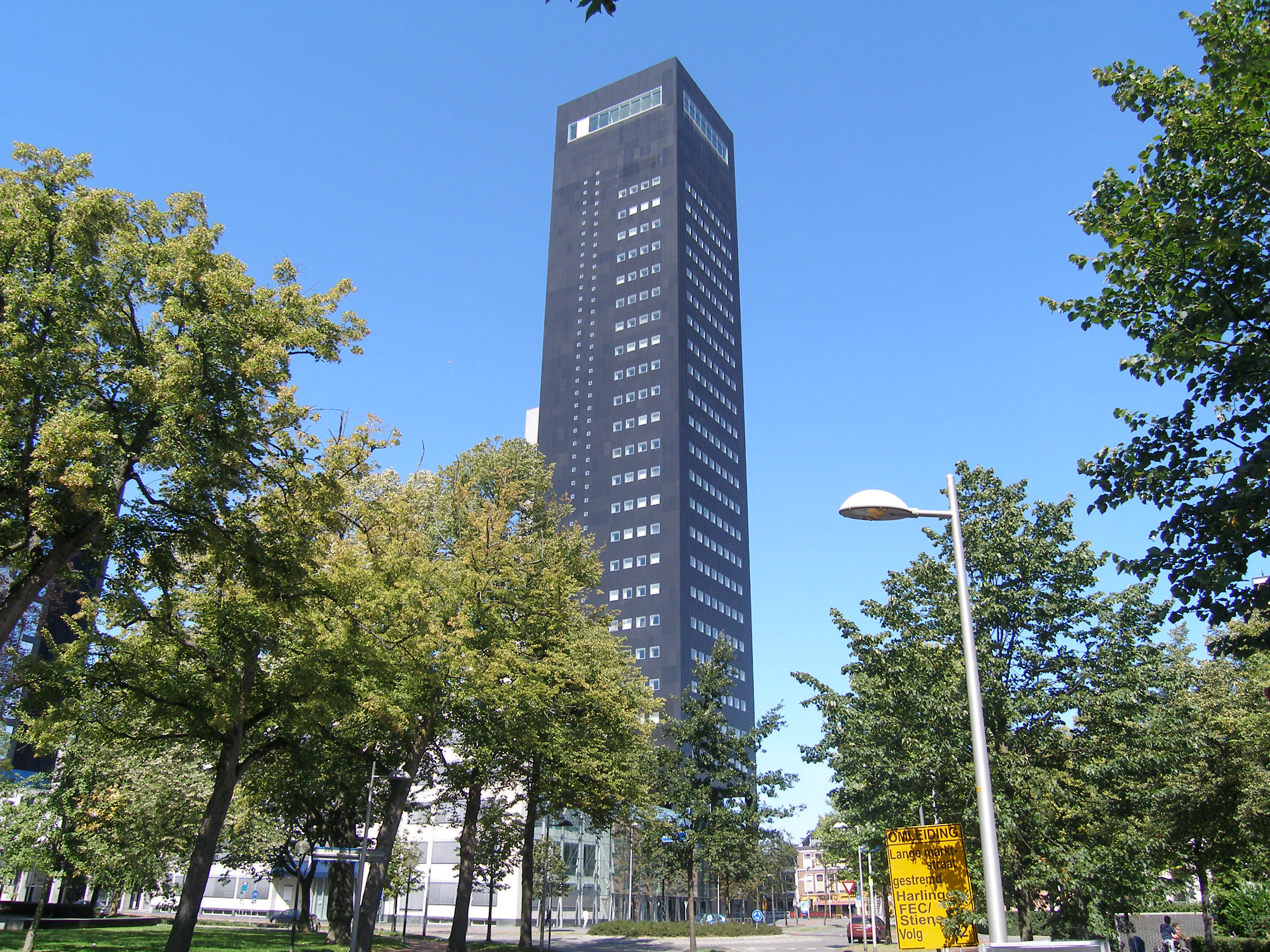
115-metrowy wieżowiec Achmeatoren
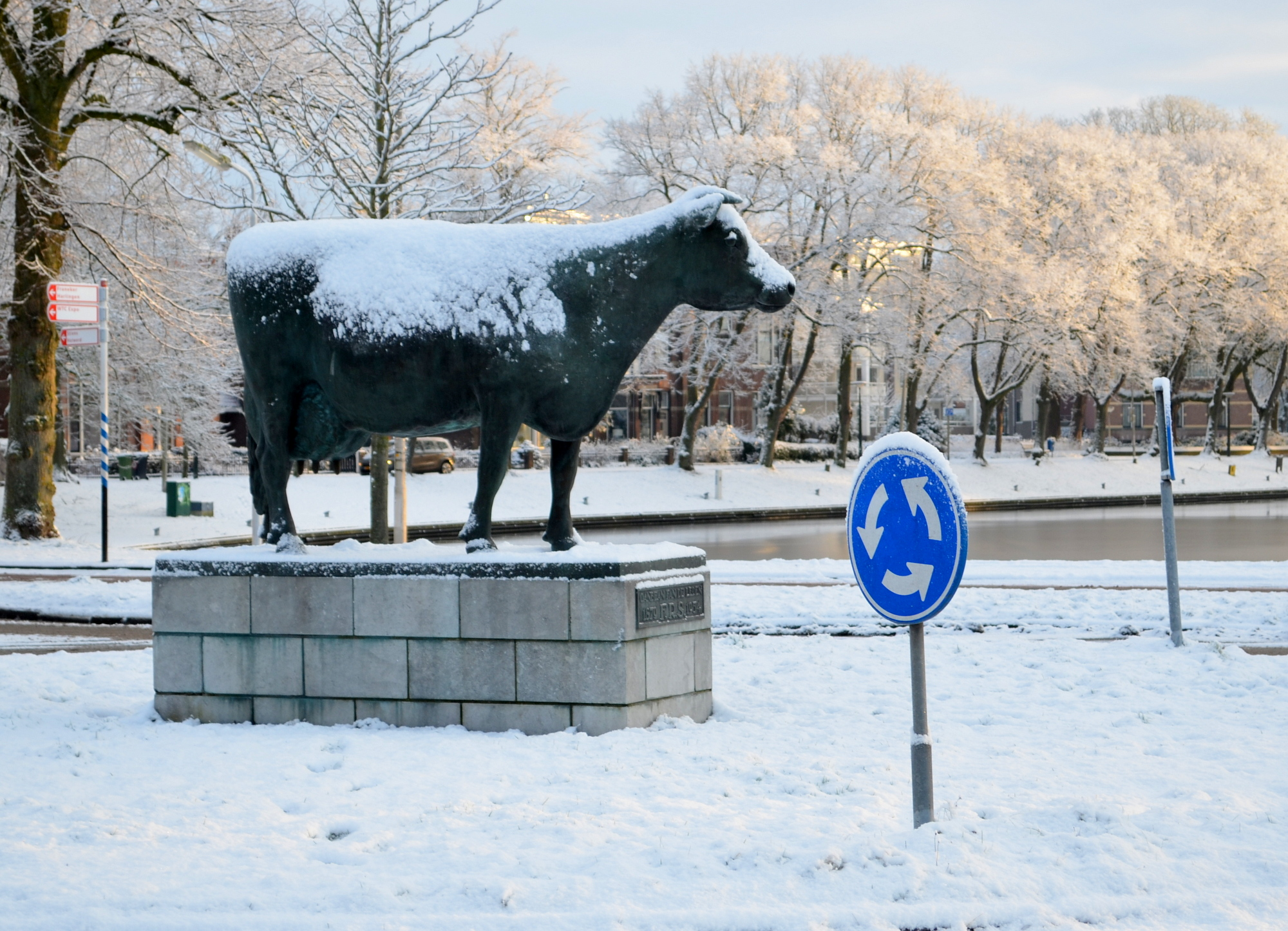
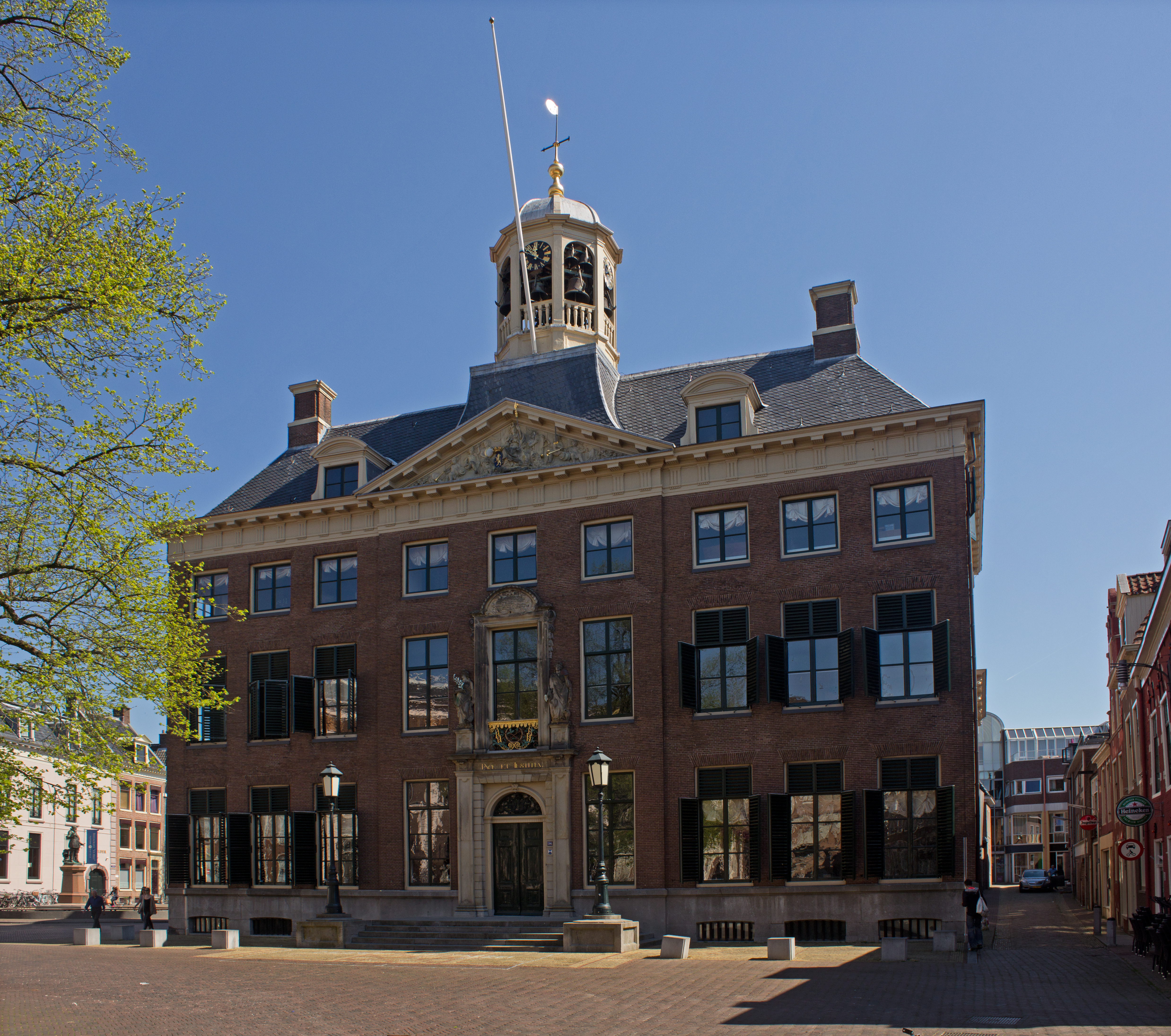
Ratusz
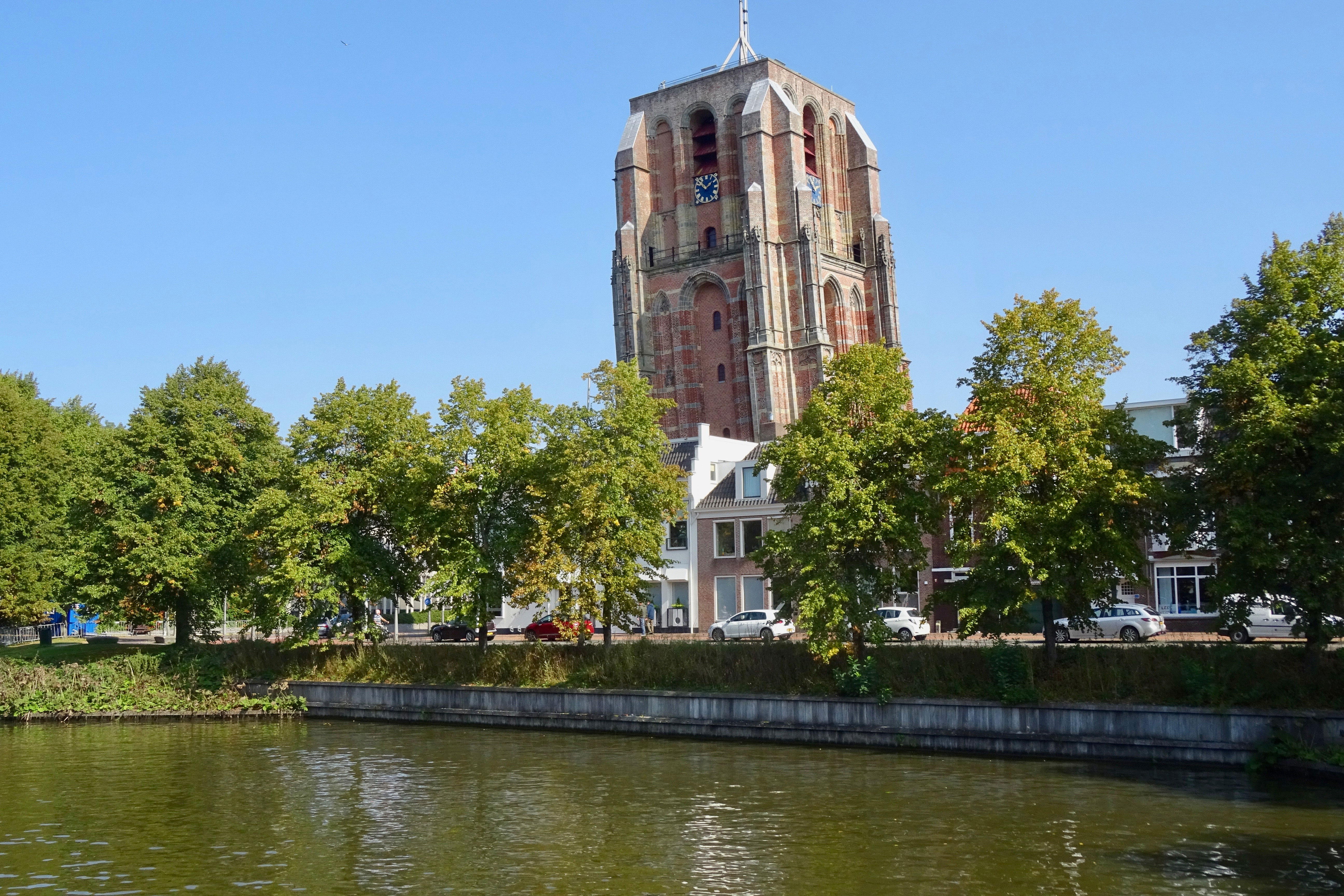
Krzywa wieża Oldehove w Leeuwarden

## Miasta partnerskie
- Orzeł
- Zielona Góra